# آلکسیس اسمیت
آلکسیس اسمیت (انگلیسی: Margaret Alexis Fitzsimmons Smith; ۸ ژوئن ۱۹۲۱ – ۹ ژوئن ۱۹۹۳) یک هنرپیشه و خواننده اهل کانادا بود.

## فیلم‌شناسی
- راپسودی در بلو (۱۹۴۵)
- سان آنتونیو (۱۹۴۵)
- مونتانا (۱۹۵۰)
- دختر بچه‌ای که پایین لین زندگی می‌کند (۱۹۷۶)
- قزل‌آلا (۱۹۸۲)
- عصر معصومیت (۱۹۹۳)